# Aulo Vergínio Tricosto Celimontano (cônsul em 469 a.C.)
Aulo Verginio Tricosto Celimontano (em latim: Aulus Verginius Tricostus Caeliomontanus) foi um político da gente Vergínia nos primeiros anos da República Romana eleito cônsul em 469 a.C. com Tito Numício Prisco.

## Biografia
Aulo Vergínia pertencia ao ramo Tricosto da nobre gente Vergínia, uma antiga gente patrícia da Roma Antiga. Era filho de Aulo Vergínio Celimontano, cônsul em 494 a.C., e irmão de Espúrio Vergínio Tricosto Celimontano, cônsul em 456 a.C.. Em 469 a.C., foi eleito cônsul com Tito Numício Prisco.

No início de seu mandato, os dois cônsules foram enviados pelo Senado para combaterem os équos e volscos, que haviam incendiado algumas fazendas perto de Roma. Apesar de sua negligência, que levou suas tropas em uma emboscada, Aulo conseguiu derrotar os équos.
Os sabinos se aproveitaram da campanha para marcharem até as portas de Roma; reunindo suas forças, os dois cônsules invadiram o território sabino como represália pelos raides, infligindo aos sabinos tantos danos quanto estes haviam infligido aos romanos.
Em 467 a.C., depois de terem capturado a cidade volsca de Anzio (em latim: Antium), os romanos fundaram no local uma colônia. Aulo Vergínio, juntamente com Tito Quíncio Capitolino Barbato e Públio Fúrio Medulino Fuso, compôs o triunvirato encarregado da subdivisão e distribuição das terras aos colonos.